# ヒロイン (長渕剛の曲)
「ヒロイン」は、日本のミュージシャンである長渕剛の6枚目のシングル曲である。
1980年10月5日に東芝EMIのエキスプレスレーベルからリリースされた。作詞・作曲およびプロデュースは長渕、編曲は瀬尾一三が担当している。
3枚目のアルバム『乾杯』（1980年）からのリカットであり、歌詞の内容は女性の視点からの情熱的な男女関係を描いており、アコーディオンやバンドネオンを使用したレゲエ調の音楽性となっている。
前作「順子/涙のセレナーデ」（1980年）はオリコンチャートにて最高位1位を獲得しミリオンセラーとなったが、本作は売り上げが伸びず最高位は29位となった。
アルバム『乾杯』以外に、ベスト・アルバム『夏の恋人』（1981年）、『FROM T.N.』（1983年）、『SINGLES Vol.1 (1978〜1982)』（1997年）に収録された。

## 音楽性
前作に続き、歌謡曲調の曲であり、シンセサイザー、ストリングスの音を前面に出している。女性の視点から描かれる、エロティックな男女関係を歌った曲であり、後に長渕は「演歌の人が歌えば良かったかも」と語っている。
音楽情報サイト『CDジャーナル』では、「泡沫の恋における女性の切なくも情熱的な想いを綴ったナンバー」と表記されている。
文芸雑誌『別冊カドカワ 総力特集 長渕剛』では、「若干調子はずれのトランペットは、トム・ウェイツの世界を彷彿とさせる。アコーディオンと、同種の楽器バンドネオンを共存させている点。イントロのレゲエ・フレーバーと哀愁のアレンジの中で跳ねるスラップベースは、好意的に解釈するなら、この年タクシー・レーベルを立ち上げた、稀代のリズム隊＜スライ&ロビー＞を意識していたとも受け取れる」と表記されている。

## リリース
1980年10月5日に東芝EMIのエキスプレスレーベルよりリリースされた。
B面曲「Da! Da! Da!」は、アコースティック・ギターを前面に出した正統なメッセージフォークの曲であるが、アルバムには未収録となっている。

## 批評
| 専門評論家によるレビュー | 専門評論家によるレビュー |
| レビュー・スコア         | レビュー・スコア         |
| 出典                     | 評価                     |
| ------------------------ | ------------------------ |
| CDジャーナル             | 肯定的                   |

音楽情報サイト『CDジャーナル』では、「コード進行とメロディは歌謡曲的だが、瀬尾一三の巧みなアレンジによってメリハリのある仕上がりに。アコーディオンの柔らかいサウンドがいかにも女性的」と評されている。

## チャート成績
大ヒットを記録した「順子/涙のセレナーデ」（1980年）に続くシングルであるが、オリコンチャート最高順位は29位に留まり、登場回数は10回、売り上げ枚数は6.0万枚と芳しくなかった。

## シングル収録曲
| 全作詞・作曲: 長渕剛。 |                       |           |            |          |      |
| #                      | タイトル              | 作詞      | 作曲・編曲 | 編曲     | 時間 |
| 1.                     | 「ヒロイン」(HEROINE) | 長渕剛    | 長渕剛     | 瀬尾一三 | 3:58 |
| 2.                     | 「Da! Da! Da!」       | 長渕剛    | 長渕剛     | 長渕剛   | 4:42 |
| 合計時間:              | 合計時間:             | 合計時間: | 8:40       |          |      |

## スタッフ・クレジット

### 参加ミュージシャン
- 今泉正義 - ドラムス
- 武部秀明 - ベース
- 石川鷹彦 - アコースティック・ギター
- 長渕剛 - アコースティック・ギター
- 徳武弘文 - エレクトリックギター
- 山田秀俊 - キーボード
- ペッカー - L-パーカッション
- トマトグループ - ストリングス
- 風間文彦 - アコーディオン
- 池田光夫 - バンドネオン
- 山里剛 - トランペット（ソロ）

### スタッフ
- 長渕剛 - プロデューサー
- 陣山俊一（ユイ音楽工房） - ディレクター
- 山里剛（ヤマハ音楽振興会） - ディレクター
- 引田和幸（東芝EMI） - ディレクター
- 糟谷銑司 - マネージャー
- 奥村誠二 - レコーディング・エンジニア
- 村上輝生 - レコーディング・エンジニア
- 石塚良一 - レコーディング・エンジニア、リミックス・エンジニア

## 収録アルバム
- 『夏の恋人』（1981年）
- 『FROM T.N.』（1983年）
- 『SINGLES Vol.1 (1978〜1982)』（1997年）